# Seoul (EP)
Seoul pierwszy singiel promujący album "Kurr" islandzkiego zespołu Amiina. Został wydany 6 listopada 2006 roku w Europie, 7 listopada roku 2006 wydany przez The Worker's Institute w Stanach Zjednoczonych. W styczniu 2007 roku singiel można było kupić na iTunes dzięki duńskiej wytwórni płytowej Rumraket.
"Seoul" został wydany w dwóch wersjach: CD i na 12" winylu. Wersja na płycie winylowej została wydana w nakładzie 1000 ręcznie ponumerowanych kopii, zawiera dodatkowo zremiksowaną przez Frakkura wersję utworu Seoul zatytułowaną Óróamix.

## Lista utworów
1. "Seoul" (7:00)
2. "Ugla" (3:59)
3. "Óróamix" (zremiksowana wersja Seoul przez Frakkura) - bonus track na płycie winylowej
4. "Ammælis" (2:56)